# Cera
Cera je naselje u sastavu Općine Unešić, u Šibensko-kninskoj županiji.
Selo je udaljeno oko pet kilometara južno od općinskoga središta Unešića. Naziv Cera dolazi od crkvenoslavenskog pridjeva crьnь (čьrnь) što znači crn. Spominje se prvi put 1521. godine kao Čera. Prema drugom tumačenju nazvana je prema hrastu ceru.

## Stanovništvo
Prema popisu iz 2011. naselje je imalo 53 stanovnika.
| broj stanovnika | 152   |       | 159   | 182   | 200   | 217   |       | 261   | 258   | 301   | 321   | 323   | 230   | 143   | 76    | 53    | 25    |
|                 | 1857. | 1869. | 1880. | 1890. | 1900. | 1910. | 1921. | 1931. | 1948. | 1953. | 1961. | 1971. | 1981. | 1991. | 2001. | 2011. | 2021. |

### Članci
- Dragić, Marko; Sunara, Nikola. 2012. Suvremeni zapisi tradicijske baštine u Ceri. Zbornik radova Filozofskog fakulteta u Splitu. Sveučilište u Splitu – Filozofski fakultet. Split.  (5): 155–174

|  | Portal Hrvatske – Pristup člancima s tematikom o Hrvatskoj. |